# Galindo Belascotenes
Galindo Belascotenes é um senhor muito citado pelos que tratam das origens de Aragão. Na realidade só se sabe com certeza que era pai de Garcia I Galíndez. É identificado como Ibn Belascut, segundo citam as fontes árabes em 781. Seu nome está unido ao nascimento do condado de Aragão.